# Rick Eckstein
Pour les articles homonymes, voir Eckstein.
Rick Eckstein (né le 4 mars 1973 à Sanford, Floride, États-Unis) est un instructeur de baseball. Il est depuis 2009 l'instructeur des frappeurs des Nationals de Washington de la Ligue majeure de baseball.
 

## Carrière d'entraîneur
Rick Eckstein joue au baseball avec les Gators de l'Université de Floride aux côtés de son jeune frère, David Eckstein, qui jouera dans les Ligues majeures pendans 10 saisons. La carrière de Rick Eckstein prend fin chez les Gators après avoir subi une blessure en 1996 mais il reçoit son diplôme de l'Université de Floride en 1997. Il est instructeur de baseball à cette université de 1996 à 1998. En 1999, il fait partie d'une équipe des Ligues majeures de baseball pour la première fois lorsqu'il est le receveur de l'enclos des lanceurs de relève des Devil Rays de Tampa Bay. Il effectue le même travail en 2000 et 2001 chez les Twins du Minnesota.
Eckstein est aussi brièvement instructeur de baseball au collège communautaire de Seminole en Floride en 2000, puis à l'Université de Géorgie pendant trois ans, de 2002 à 2004.
En 2004, Eckstein se joint à l'organisation des Expos de Montréal qui, dans les mois suivants, deviennent les Nationals de Washington. Il termine la saison 2004 comme instructeur des frappeurs des Senators de Harrisburg, le club-école AA des Expos dans les ligues mineures. Il remplit les mêmes fonctions avec les Expos du Vermont (niveau A) en 2005 et les Zephyrs de la Nouvelle-Orléans (Triple-A) en 2006.
Il quitte pour un an en 2007, étant instructeur des frappeurs des Redbirds de Memphis, le club-école Triple-A des Cardinals de Saint-Louis, mais revient dans le giron des Nationals de Washington en 2008 lorsqu'il est nommé instructeur des frappeurs chez les Clippers de Columbus, qui a remplacé l'équipe mineure de Nouvelle-Orléans comme club-école AAA de la franchise.
En octobre 2008, Rick Eckstein est nommé instructeur des frappeurs des Nationals de Washington pour la saison 2009.

### Carrière internationale
Rick Eckstein, en plus de son travail en ligues mineures et majeures, a une expérience de plusieurs années avec l'équipe nationale des États-Unis. Il est instructeur de banc et instructeur au troisième but de la sélection américaine aux Coupes du monde de baseball disputées aux Pays-Bas en 2005 et au Japon en 2007, les États-Unis remportant l'or à cette dernière occasion.
Il est instructeur dans l'enclos des lanceurs de relève aux côtés du manager de Team USA (et futur gérant des Nationals de Washington) Davey Johnson à la Classique mondiale de baseball 2006.
En 2008, il est instructeur de banc de l'équipe de baseball des États-Unis aux Jeux olympiques de Beijing.